# Manschnow
Manschnow è una frazione del comune tedesco di Küstriner Vorland.

## Storia
Il centro abitato di Manschnow fu citato per la prima volta nel 1336. Il 31 gennaio 1997 il comune di Manschnow fu fuso con i comuni di Gorgast e Küstrin-Kietz, formando il nuovo comune di Küstriner Vorland.

## Infrastrutture e trasporti

### Strade
Il centro abitato di Manschnow è attraversato dalla strada federale B 1, e da esso ha origine la B 112.